# Toma de rehenes en Ereván
El Día 17 de julio de 2016 un grupo 20 hombres armados que asaltó un edificio de la Policía en la capital de la  República de Armenia, Ereván, retuvieron a cinco personas. En el asalto murió un coronel de policía y otros cuatro agentes resultaron heridos. Entre los rehenes se encontraba el subjefe de la policía nacional, el general Vardán Eguiazarián. Minutos después del asalto se desplegaron en los alrededores del edificio vehículos blindados de la Policía, así como tiradores y fuerzas especiales. La Policía cerró todos los accesos por carretera al barrio de Erebuni, sur de Ereván, donde se encuentra la comisaría.

## Antecedentes
En unas polémicas y discutidas elecciones que se realizaron en 2013, El gobernante Partido Republicano de Armenia salió victorioso pero con una gran pérdida de popularidad por acusaciones de fraude. El ciudadano armenio de origen libanés Jirair Sefilian y líder del Grupo extremista Nueva Armenia encabezó esas acusaciones. Sefilyan fue detenido en 2006, acusado de llamar a "un derrocamiento violento del gobierno" y fue encarcelado durante 18 meses. Posteriormente, fue lanzado en 2008. En 2015, él y varios de sus seguidores fueron detenidos de nuevo bajo sospecha de preparar un golpe de Estado, pero en libertad poco después.Los manifestantes también pidieron la renuncia del presidente Serge Sarkisian.

## Demandas
Los asaltantes exigen la dimisión del presidente, Serge Sargsián, y la liberación de varios políticos de la oposición política armenia, entre ellos, el líder del grupo extremista Nueva Armenia, Zhirair Sefilián.

## Desmiente rebelión
Los asaltantes llamaron a los armenios a unirse a ellos y sublevarse contra el Gobierno, y en las redes sociales se han propagado rumores sobre una sublevación militar. "Esta información no es verídica. Los órganos estatales funcionan con normalidad y las fuerzas de seguridad ejercen las funciones que les otorga la ley para garantizar el orden público y la seguridad estatal", ha señalado el Servicio Nacional de Seguridad en un comunicado.

### Manifestación de Apoyo
En la ciudad hubo manifestación de apoyo que fue reprimida por las autoridades policiales armenias.

## Fin de la Crisis
La veintena de hombre armados que habían pasado las últimas dos semanas atrincherados en una comisaría de Ereván (Armenia) se han rendido finalmente este domingo a las autoridades armenias tras negociar su entrega, según ha informado el Servicio de Seguridad Nacional de Armenia. Ahora, los asaltantes podrían enfrentarse a penas de hasta doce años de prisión.
"Las unidades de las fuerzas especiales obligaron con sus acciones a entregar las armas y a rendirse a los miembros del grupo armado. Veinte terroristas han sido detenidos. El territorio de la comisaría ha sido liberado", señala un comunicado difundido por el SSN. Después cinco días, tras varias refriegas con la policía, retuvieron al personal de una ambulancia que acudió en su ayuda para atender a los heridos de bala.
El SSN dio este sábado un ultimátum a los asaltantes para que entreguen las armas y se rindan, y expirado el plazo, varios blindados se apostaron en las inmediaciones del edificio.
Poco después, un policía armenio murió por el disparo de un francotirador, que según las autoridades armenias pertenecía al grupo armado atrincherado en la comisaría.Los dos últimos rehenes retenidos por un grupo armado salieron el 31 de julio de 2016.

## Enlace
Toma de rehenes en Ereván en Wikipedia en inglés 